# 테오라
테오라(Theora)는 오픈 포맷(파일 포맷이 공개)인 손실 압축 비디오 압축 포맷이다. 이것은 Xiph.Org 재단에 의해 개발되었으며, 해당 재단에서 만든 Vorbis 오디오 포맷과 Ogg 컨테이너 포맷와 마찬가지로, 파일 포맷이 공개되어 있다. 또한, Xiph.Org 재단에서는 테오라의 정식 참조 구현 라이브러리를 BSD 라이선스로 공개하고 있다.

## 같이 보기
- 영상 편집 소프트웨어